# Leucochrysa (Nodita) cerverai
Leucochrysa (Nodita) cerverai is een insect uit de familie van de gaasvliegen (Chrysopidae), die tot de orde netvleugeligen (Neuroptera) behoort. 
Leucochrysa (Nodita) cerverai is voor het eerst wetenschappelijk beschreven door Navás in 1922.